# Леоне, Джузеппина
Джузеппина Леоне (итал. Giuseppina Leone; род. 21 декабря 1934, Турин) — итальянская легкоатлетка, специализировавшаяся в беге на спринтерские дистанции. Участница трёх Олимпийских игр, бронзовый призёр Олимпийских игр 1960 года в беге на 100 метров. Рекордсменка Европы в беге на 100 метров, многократная чемпионка Италии.

## Биография
Родилась в 1934 году в Турине, с раннего детства занималась бегом. В возрасте восемнадцати лет, в 1952 году, стала двукратной чемпионкой Италии, выиграв золотые награды в забеге на 100 метров с результатом 12,2 и забеге на 200 метров с результатом 24,9. Показанные результаты позволили ей отобраться в национальную сборную на Олимпийские игры 1952 года в Хельсинки. На Олимпийских играх в забеге на 100 метров с результатом 12,2 спортсменка вылетела на стадии 1/4 финала, в эстафетном забеге 4х100м сборная Италии вылетела на стадии 1/2 финала.
В 1953 и 1954 годах спортсменка вновь становится чемпионкой национального первенства в забегах на 100 и 200 метров. На чемпионате Европы 1954 года в Берне Джузеппина становится бронзовой призёркой в составе эстафетной команды на дистанции 4×100 м.
В 1955 году она опять выиграет звания чемпионки Италии в забегах на 100 и 200 метров. В 1956 году на Олимпийских играх в Мельбурне, спортсменка принимает участие в трёх беговых дисциплинах: на дистанции 100 метров она занимает 5-е место с результатом 11,9, на дистанции 200 метров вылетает в 1/4 финала с результатом 25,6 и занимает 5-е место в эстафете 4×100 м. В том же 1956 году на соревнованиях в Болонье она устанавливает Европейский рекорд в беге на 100 метров — 11,4.
В 1957 и 1958 годах она уже традиционно выигрывает звание чемпионки Италии на спринтерских дистанциях. В 1958 году на чемпионате Европы в Стокгольме занимает 5-е место в забеге на 100 метров. В 1959 году на Универсиаде в Торино она выигрывает две золотые награды в забегах на 100 и 200 метров.
В 1960 году на домашней для спортсменки Олимпиаде в Риме ей удаётся завоевать бронзовую награду в забеге на 100 метров с результатом 11,3. Она остаётся единственной итальянской спортсменкой, когда-либо завоевавшей олимпийскую медаль в беге на 100 метров.